# Доманівський район
Домані́вський райо́н — колишня адміністративно-територіальна одиниця у складі Миколаївської області України. Районний центр — смт Доманівка. 19 липня 2020 року район було ліквідовано внаслідок адміністративно-територіальної реформи.

## Загальні відомості
Із сходу район межує з Арбузинським та Вознесенським районом, із півдня — з Веселинівським районом, із заходу — з Одеською областю та Врадіївським районом, на півночі з Первомайським районом.
Район утворений у 1924 році.
05.02.1965 Указом Президії Верховної Ради Української РСР передано село Копи Миколаївської сільради Миколаївського району передати до складу Доманівського району Миколаївської області з підпорядкуванням села Володимирівській сільській Раді.
Площа району — 1458 км². Відсоток від загальної території області — 6,1. Відстань від районного центру до м. Миколаєва — 130 км. Водні ресурси — на межі району протікає р. Південний Буг, а на території району р. Бакшала, Чертала, Чичиклія. У с. Маринівка, Кузнецове, Козубівка, Воля, Птиче, Щасливка, Фрунзе, Зелений Яр, Вікторівка, смт. Доманівка побудовані ставки.
Населення — 27,5 тис. чоловік. В районі селищна і 12 сільських Рад, яким підпорядковані 82 населених пункти. 12 колгоспів та 8 радгоспів обробляють 107 тис. га орної землі, 2,7 тис. га садів і виноградників. На території району — 7 промислових підприємств, 3 будівельні організації, 4 лікарні, 4 пологових будинки, 35 фельдшерсько-акушерських пунктів, 46 шкіл, Маринівське училище механізації сільського господарства, 68 бібліотек, 70 будинків культури і клубів.

## Географія
Більша частина району лежить у межах Причорноморської низовини, на північній частині — відроги Подільської височини. Поверхня — хвиляста-рівнина, розчленована широкими долинами, балками. Абсолютні відмітки поверхні від 50 м у річкових долинах до 100—150 м на вододілах.
Поклади будматеріалів: граніти, вапняки. Район розташований у межах Дністровсько-Дніпровської північно-степової фізико-географічної провінції. Середня температура січня — 4-4,5, липня +22. Опадів 420—440 мм на рік, переважна їх кількість у теплий період року. Сніговий покрив нестійкий. Район належить до посушливої, дуже теплої агрокліматичної зони. На півночі переважають чорноземи звичайні середньогумусні (20 % площі району), на півдні — малогумусні, по долинах річок і зниженнях — лучно-чорноземні, місцями солонцюваті ґрунти. Природна різнотравно-типчаково-ковилова рослинність збереглась мало. Площа байрачних та заплавних лісів 4,6 тис.га. Площа полезахисних смуг — 2,612 тис.га.

## Населення
Розподіл населення за віком та статтю (2001)
| Стать | Всього | До 15 років | 15-24 | 25-44 | 45-64 | 65-85 | Понад 85 |
| --- | ------ | ----------- | ----- | ----- | ----- | ----- | -------- |
| Чоловіки | 13 528 | 2956        | 1989  | 4082  | 3194  | 1263  | 44       |
| Жінки | 15 577 | 2946        | 1824  | 3967  | 3861  | 2713  | 266      |
| \| Статево-вікова піраміда \| Статево-вікова піраміда \| Статево-вікова піраміда \| \| ----------------------- \| ----------------------- \| ----------------------- \| \| Чоловіки \| Вік \| Жінки \| \| 44 \| 85 + \| 266 \| \| 63 \| 80-84 \| 274 \| \| 258 \| 75-79 \| 738 \| \| 452 \| 70-74 \| 939 \| \| 490 \| 65-69 \| 762 \| \| 937 \| 60-64 \| 1264 \| \| 561 \| 55-59 \| 786 \| \| 838 \| 50-54 \| 927 \| \| 858 \| 45-49 \| 884 \| \| 1033 \| 40-44 \| 972 \| \| 1084 \| 35-39 \| 1023 \| \| 996 \| 30-34 \| 986 \| \| 969 \| 25-29 \| 986 \| \| 937 \| 20-24 \| 911 \| \| 1052 \| 15-20 \| 913 \| \| 1183 \| 10-14 \| 1189 \| \| 1028 \| 5-9 \| 1001 \| \| 745 \| 0-4 \| 756 \| |        |             |       |       |       |       |          |
| Статево-вікова піраміда |        |             |       |       |       |       |          |
| Чоловіки | Вік    | Жінки       |       |       |       |       |          |
| 44 | 85 +   | 266         |       |       |       |       |          |
| 63 | 80-84  | 274         |       |       |       |       |          |
| 258 | 75-79  | 738         |       |       |       |       |          |
| 452 | 70-74  | 939         |       |       |       |       |          |
| 490 | 65-69  | 762         |       |       |       |       |          |
| 937 | 60-64  | 1264        |       |       |       |       |          |
| 561 | 55-59  | 786         |       |       |       |       |          |
| 838 | 50-54  | 927         |       |       |       |       |          |
| 858 | 45-49  | 884         |       |       |       |       |          |
| 1033 | 40-44  | 972         |       |       |       |       |          |
| 1084 | 35-39  | 1023        |       |       |       |       |          |
| 996 | 30-34  | 986         |       |       |       |       |          |
| 969 | 25-29  | 986         |       |       |       |       |          |
| 937 | 20-24  | 911         |       |       |       |       |          |
| 1052 | 15-20  | 913         |       |       |       |       |          |
| 1183 | 10-14  | 1189        |       |       |       |       |          |
| 1028 | 5-9    | 1001        |       |       |       |       |          |
| 745 | 0-4    | 756         |       |       |       |       |          |

Національний склад населення за даними перепису 2001 року:
| Національність | Кількість осіб | Відсоток |
| -------------- | -------------- | -------- |
| українці       | 27205          | 93,47 %  |
| молдовани      | 814            | 2,80 %   |
| росіяни        | 769            | 2,64 %   |
| білоруси       | 53             | 0,18 %   |
| вірмени        | 47             | 0,16 %   |
| інші           | 218            | 0,75 %   |

Мовний склад населення за даними перепису 2001 року:
| Мова       | Кількість осіб | Відсоток |
| ---------- | -------------- | -------- |
| українська | 27565          | 94,71 %  |
| російська  | 777            | 2,67 %   |
| молдовська | 597            | 2,05 %   |
| вірменська | 40             | 0,14 %   |
| білоруська | 24             | 0,08 %   |
| інші       | 103            | 0,35 %   |

Населення району станом на січень 2015 року налічувало 25 555 осіб, з них міського — 6 125 (власне Доманівка), сільського — 19 430 осіб.

## Промисловість
В районі нараховується 125,6 тис. га сільгоспугідь, з них 105,6 тис. га ріллі та 160,5 га багаторічних насаджень. Виробництвом сільгосппродукції займається 31 сільгосппідприємство, 260 фермерських господарств та 1500 одноосібників.
Провідна галузь в районі — рослинництво зерно-технічного направлення. В основному вирощується пшениця, ячмінь, соняшник. Найбільші господарства зернового напрямку:
- ПСП «Едем» (с. Богданівка, керівник Бесараб Сергій Борисович), має в користуванні 626 га ріллі. У 2006 році отримав урожайність 42,5 ц/га ранніх зернових на площі 370 га, 20 ц/га соняшнику на площі 75 га.
- ПСП ім. Щорса (с. Царедарівка, керівник Зборовський Стефан Антонович), має в користуванні 2886 га ріллі. У 2006 році отримав урожайність 36,9 ц/га ранніх зернових на площі 1100 га, 17,6 ц/га соняшнику на площі 720 га. Вирощує також цукровий буряк.
- ПП «Урожай» (с. Володимирівка, керівник Філоненко Михайло Михайлович), має в користуванні 3612 га ріллі. У 2006 році отримав урожайність 33 ц/га ранніх зернових на площі 1480 га, 20 ц/га соняшнику на площі 660 га. Вирощує також цукровий буряк.

В районі є 5 насінницьких господарств: СЗАТ «Україна» (с. Мостове, керівник Сіроштан Олександр Васильович); ТОВ «Струмок» (с. Козубівка, керівник Родченко Леонід Миколайович); ТОВ «Меліоратор-Агро-Юг» (с. Маринівка, керівник Устінов Сергій Володимирович); ЗАТ «Мар'ївське» (с. Мар'ївка, керівник Богдан Сергій Григорович).
3 господарства займаються садівництвом та виноградарством: ТОВ «Посік-Ніка» на площі 103,8 га; ТОВ ім. Б. Хмельницького на площі 24 га; ВАТ «Племзавод „Шляховий“» на площі 32,7 га (станом на 19.12.2011 — 25 га).
Розвивається також тваринництво. Станом на 01.11.2006 року в господарствах району налічується 1308 голів великої рогатої худоби. Найбільші господарства цього напрямку: ТОВ ім. Б. Хмельницького (с. Мостове, керівник Комягіна Володимир Іванович); ДП «Лідіївський» (с. Лідіївка); СЗАТ «Україна».
Поголів'я свиней в районі становить 7623 голови. Найбільші господарства: ВАТ "Племзавод «Шляховий» (с. Маринівка, керівник Мисьєв Леонід Миколайович); ПСП ім. Суворова (с. Прибужжя, керівник Касімов Микола Павлович); СЗАТ «Україна».
Вирощуванням птиці займається ЗАТ «Мар'ївське».

## Політика
25 травня 2014 року відбулися Президентські вибори України. У межах Доманівського району було створено 39 виборчих дільниць. Явка на виборах складала — 50,71 % (проголосували 9 895 із 19 511 виборців). Найбільшу кількість голосів отримав Петро Порошенко — 48,65 % (4 814 виборців); Юлія Тимошенко — 10,89 % (1 078 виборців), Сергій Тігіпко — 9,73 % (963 виборців), Олег Ляшко — 7,69 % (761 виборців), Михайло Добкін — 4,86 % (481 виборців), Анатолій Гриценко — 4,12 % (408 виборців). Решта кандидатів набрали меншу кількість голосів. Кількість недійсних або зіпсованих бюлетенів — 1,49 %.

## Пам'ятки
У Доманівському районі на обліку перебуває 7 пам'яток архітектури, 46 — історії та 2 — монументального мистецтва

### Концтабір
Під час Другої світової війни у жовтні 1941 року в селах Богданівка та Доманівка було створено табори знищення. Румунські окупаційні війська звозили в табір євреїв з Бессарабії, Буковини, Одеси, Східного Поділля і самої Румунії. Також особливо великомасштабні страти проходили в Акмечетці (с. Прибужжя) і Мостовому.
Кількість жертв, страчених у Доманівському районі, перевищує 115 тисяч осіб.
У 1996 році в селі Богданівка було відкрито меморіал пам'яті жертв Голокосту.